# Camponotus chalceoides
Camponotus chalceoides är en myrart som beskrevs av Clark 1938. Camponotus chalceoides ingår i släktet hästmyror, och familjen myror. Inga underarter finns listade.